# Robiquetia trukensis
Robiquetia trukensis är en orkidéart som beskrevs av Takasi Tuyama. Robiquetia trukensis ingår i släktet Robiquetia och familjen orkidéer. Inga underarter finns listade i Catalogue of Life.